# Сорокин, Валерий Евгеньевич
Вале́рий Евге́ньевич Соро́кин (6 января 1985, Ставрополь, СССР) — российский футболист, полузащитник.

## Карьера

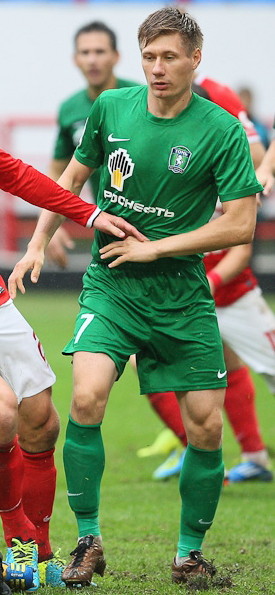
Валерий Сорокин в составе «Томи»

С юных лет занимался спортивной акробатикой и волейболом. Футболом начал заниматься с 1994 года в ставропольской ДЮСШ «Динамо». В 2000 году семья переехала в Москву. Сорокин попал в школу «Спартака». Через год ему предложили заключить контракт, но Сорокин опасался непопадания в состав, потому предпочёл перейти в «Локомотив». В дубле отыграл сезон 2002 года, в 2003 году был отдан в аренду в «Спартак» Щёлково. Не видя для себя места в основе «Локомотива», принял предложение тренера динамовского дубля Сергея Силкина, перейдя в «Динамо» в 2004 году. Два сезона являлся стабильным игроком дубля, в 2005 году дебютировал за основной состав — 13 июля 2005 года в матче 1/16 финала розыгрыша Кубка России против брянского «Динамо». В чемпионате России в 2005 году дебютировал в ноябре в матче против ЦСКА. Всего сыграл 2 матча, проведя на поле в общей сложности 21 минуту. По опросу болельщиков был признан лучшим игроком динамовского дубля.
В 2006 году был отдан в аренду в клуб первого дивизиона «Спартак» Нижний Новгород. Команда, не выполнив задачу выхода в Премьер-лигу, была распущена, и Сорокин вернулся в «Динамо». На сборах перед началом сезона получил травму, два месяца восстанавливался. Главный тренер «Динамо» Андрей Кобелев отказался от услуг полузащитника, и Сорокин не был заявлен на чемпионат.
В самом конце 2007 года, по истечении контракта с «Динамо», заключил с клубом бельгийского высшего дивизиона «Брюсселем» соглашение до конца сезона с возможностью продления ещё на 2 года. По итогам сезона 2007/08 «Брюссель» покинул высший дивизион. В июле 2008 года Сорокин перешёл в другой бельгийский клуб «Гент», однако закрепиться в основе не удалось, и в январе 2009 он был отдан в аренду в клуб «Тюбиз».
В 2010 году перешёл в клуб российского первого дивизиона «Динамо» (Брянск), подписав контракт до июля 2012 года. В Брянске Сорокину удалось стать одним из лидеров команды. По итогам второго этапа первенства ФНЛ 2011/12 был признан лучшим игроком «Динамо».
19 июня 2012 года перешёл в «Томь», подписав с клубом контракт на 2 года. Первый гол за новую команду забил 30 июля 2012 года в гостевом матче четвёртого тура против «Химок». Этой игрой Сорокин начал свою серию из 5 матчей подряд, в которых ему удавалось отличаться голами: после «Химок» забивал также в играх против «Балтики», «Уфы», «Нефтехимика» и «Шинника», в последней игре оформил дубль. Всего за свой первый сезон в «Томи» забил 9 голов в 32 матчах и помог клубу вернуться в Премьер-лигу.
В сезоне 2013/14 сыграл в 11 матчах «Томи» в Премьер-лиге, голами не отметился. Значительную часть сезона пропустил из-за травмы.
Летом 2014 года принял решение уйти из «Томи» и присоединиться к «Крыльям Советов», однако этот переход не состоялся. 9 июля 2014 года стало известно, что футболист вернулся в Томск, подписав с «Томью» контракт на 1 год.
В августе 2015 года на правах свободного агента перешёл в «СКА-Энергию». 30 января 2016 года досрочно расторг контракт. 13 февраля перешёл в «Солярис». 27 июня 2016 года подписал контракт на один год с ФК «Тамбов».
В августе 2017 года стал игроком футбольного клуба «Зоркий».

## Статистика
| Клуб             | Сезон            | Лига | Лига | Кубки | Кубки | Еврокубки | Еврокубки | Прочее | Прочее | Итого | Итого |
| Клуб             | Сезон            | Игры | Голы | Игры  | Голы  | Игры      | Голы      | Игры   | Голы   | Игры  | Голы  |
| ---------------- | ---------------- | ---- | ---- | ----- | ----- | --------- | --------- | ------ | ------ | ----- | ----- |
| Динамо (Москва)  | 2005             | 2    | 0    | 1     | 0     | 0         | 0         | 0      | 0      | 3     | 0     |
| Динамо (Москва)  | Итого            | 2    | 0    | 1     | 0     | 0         | 0         | 0      | 0      | 3     | 0     |
| Спартак (НН)     | 2006             | 19   | 0    | 2     | 0     | 0         | 0         | 0      | 0      | 21    | 0     |
| Спартак (НН)     | Итого            | 19   | 0    | 2     | 0     | 0         | 0         | 0      | 0      | 21    | 0     |
| Брюссель         | 2007/08          | 15   | 1    | 0     | 0     | 0         | 0         | 0      | 0      | 15    | 1     |
| Брюссель         | Итого            | 15   | 1    | 0     | 0     | 0         | 0         | 0      | 0      | 15    | 1     |
| Гент             | 2008/09          | 4    | 0    | 2     | 1     | 0         | 0         | 0      | 0      | 6     | 1     |
| Гент             | Итого            | 4    | 0    | 2     | 1     | 0         | 0         | 0      | 0      | 6     | 1     |
| Тюбиз            | 2008/09          | 12   | 3    | 0     | 0     | 0         | 0         | 0      | 0      | 12    | 3     |
| Тюбиз            | Итого            | 12   | 3    | 0     | 0     | 0         | 0         | 0      | 0      | 12    | 3     |
| Динамо (Брянск)  | 2010             | 32   | 8    | 1     | 0     | 0         | 0         | 0      | 0      | 33    | 8     |
| Динамо (Брянск)  | 2011/12          | 45   | 6    | 3     | 1     | 0         | 0         | 0      | 0      | 48    | 7     |
| Динамо (Брянск)  | Итого            | 77   | 14   | 4     | 1     | 0         | 0         | 0      | 0      | 81    | 15    |
| Томь             | 2012/13          | 32   | 9    | 2     | 0     | 0         | 0         | 0      | 0      | 34    | 9     |
| Томь             | 2013/14          | 11   | 0    | 1     | 0     | 0         | 0         | 0      | 0      | 12    | 0     |
| Томь             | 2014/15          | 28   | 4    | 2     | 0     | 0         | 0         | 1      | 0      | 31    | 4     |
| Томь             | Итого            | 71   | 13   | 5     | 0     | 0         | 0         | 1      | 0      | 77    | 13    |
| СКА-Энергия      | 2015/16          | 11   | 0    | 2     | 0     | 0         | 0         | 0      | 0      | 13    | 0     |
| СКА-Энергия      | Итого            | 11   | 0    | 2     | 0     | 0         | 0         | 0      | 0      | 13    | 0     |
| Солярис          | 2015/16          | 6    | 1    | 0     | 0     | 0         | 0         | 0      | 0      | 6     | 1     |
| Солярис          | Итого            | 6    | 1    | 0     | 0     | 0         | 0         | 0      | 0      | 6     | 1     |
| Тамбов           | 2016/17          | 26   | 1    | 1     | 0     | 0         | 0         | 0      | 0      | 27    | 1     |
| Тамбов           | Итого            | 26   | 1    | 1     | 0     | 0         | 0         | 0      | 0      | 27    | 1     |
| Зоркий           | 2017/18          | 20   | 2    | 1     | 0     | 0         | 0         | 0      | 0      | 21    | 2     |
| Зоркий           | Итого            | 20   | 2    | 1     | 0     | 0         | 0         | 0      | 0      | 21    | 2     |
| Всего за карьеру | Всего за карьеру | 263  | 35   | 18    | 2     | 0         | 0         | 1      | 0      | 282   | 37    |

## Достижения
«Томь»
- Вице-чемпион Первенства ФНЛ: 2012/13

«Солярис»
- Бронзовый призёр Первенства ПФЛ: 2015/16 (зона «Запад»)